# Naco Oster
Naco Oster (Našice, 1950. − 7. svibnja 2017.), hrvatski odlikovani televizijski novinar, urednik, glazbenik, skladatelj i kazališni djelatnik

## Životopis
Rodio se je u Našicama. Studirao u Zagrebu gdje je diplomirao na Filozofskom fakultetu.  Osnovao je u Našicama prvi rock-sastav Pingvine. u Zagrebu. U Našicama 1966. osnovao prvi rock sastav Pingvini. Zanimao se za mnogo toga. Mnogo je bio angažiran u amaterskom kazalištu. Suosnivač i poslije obnovitelj kultne kazališne skupine Kugla glumište. Bavio se kazivanjem poezije, glazbom, filmom i folklorom. Uspješan i u skladanju. Cijeli radni vijek proveo u televizijskom izvješćivanju. Od 1974. suradnik u redakciji kulture Televizije Zagreb sve do odlaska u mirovinu. Najčešća tema kojom se je bavio bilo je kazalište. Od 1981. do odlaska u mirovinu novinar. Tvorac više tisuća izvještaja, osvrta i reportaža, urednik kronika kazališnih festivala i emisija iz kulture. Izvješćivao u Domovinskom ratu. Godine 2015. otišao u mirovinu.

## Nagrade
- Spomenica Domovinskog rata[1][2]
- Medalja Bljesak[1][2]
- Medalja Oluja[1][2]